# کورووس (وسیله جنگی)

نموداری از یک کورووس

کورووس (به لاتین: corvus) که به معنای کلاغ است، یک ابداع جنگی ناوگان رومی بود که در نبردهای دریایی در مقابل امپراتوری کارتاژ در طول اولین جنگ کارتاژ مورد استفاده قرار گرفت.
پولیبیوس در فصل‌های ۱٫۲۲-۴-۱۱ از کتاب تواریخ خود این وسیله را همچون یک پُل به پهنای ۱٫۲ متر (۴ فوت) و طول ۱۰٫۹ متر (۳۶ فوت) توصیف می‌کند، که جان پناههای کوچکی نیز در دوطرف خود داشت. این وسیله در دماغه کشتی نصب می‌شد و بوسیلهٔ یک دیرک و مجموعه ای از قرقرهها بالا و پائین برده می‌شد. این وسیله برای نفوذ به عرشهٔ کشتی دشمن استفاده می‌شد. می‌توانست همچون پل محکمی عمل کند که کشتی خودی را به کشتی دشمن متصل می‌کرد، و اینچنین به لژیون‌های رومی اجازه می‌داد وارد عرشه کشتی دشمن شوند و آنرا متصرف شوند.